# Sinzendorf

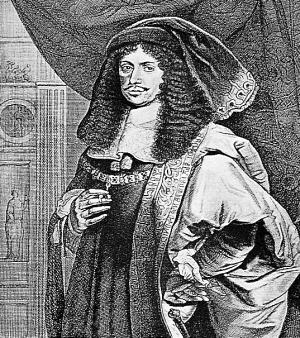
Georg Ludwig von Sinzendorff

Sinzendorf was een Oostenrijks adellijk geslacht uit Opper-Oostenrijk. Het werd in de dertiende eeuw voor het eerst vermeld en stierf in 1822 uit.
In 1582 worden ze verheven tot edelheer, in 1610 tot vrijheer en in 1648 tot rijksgraaf.
In 1654 kopen de graven het burggraafschap Rheineck van de heren van Warsberg. Als burggraaf van Rheineck hadden de graven een zetel op de Westfaalse gravenbank van de Rijksdag. Van 1665 tot 1708 waren ze ook in het bezit van de heerlijkheid Thannhausen, waardoor ze een zetel hadden in de Zwabische gravenbank van de Rijksdag.
Nadat in 1794 de bezittingen op de linker Rijnoever aan Frankrijk waren verloren, ontving de graaf in de Reichsdeputationshauptschluss van 25 februari 1803 volgens paragraaf 24 het dorp Winterrieden als nieuw burggraafschap. Winterrieden had tot dan behoort bij het gebied van de abdij Ochsenhausen.
Artikel 25 van de Rijnbondakte van 12 juli 1806 stelt het nieuwe burggraafschap onder de soevereiniteit van het koninkrijk Beieren: de mediatisering. De titel ging in 1810 over aan de graaf van Waldbott von Bassenheim
Het particuliere bezit in Winterrieden verkochten de graven in 1822 aan von Thurn-Bleiberg.
Enkele personen uit dit geslacht waren:
- Prosper von Sinzendorf (1700—1756) - kamerheer aan het Habsburgse hof.
- Georg Ludwig von Sinzendorf (1616-1681) - kamerheer van keizerin Eleonora.
- Philipp Ludwig Wenzel von Sinzendorf (1671-1742) - In 1712 werd hij wegens zijn verdiensten opgenomen in de Orde van het Gulden Vlies.

Alt-Leiningen-Westerburg · Arenberg · Auersperg · Bentheim-Steinfurt · Bentheim-Tecklenburg · Bentinck · Bömmelberg · Bretzenheim · Castell-Castell · Castell-Rüdenhausen · Colloredo-Mannsfeld · Croÿ · Dietrichstein · Erbach-Erbach · Erbach-Fürstenau · Erbach-Schönberg · Esterházy · Fürstenberg · Fugger-Babenhausen · Fugger-Glött · Fugger-Kirchberg · Fugger-Kirchheim · Fugger-Nordendorf · Harrach · Hohenlohe-Ingelfingen · Hohenlohe-Kirchberg · Hohenlohe-Langenburg · Hohenlohe-Öhringen · Hohenlohe-Schillingsfürst · Hohenlohe-Waldenburg-Bartenstein · Hohenlohe-Waldenburg-Jagstberg · Hohenlohe-Waldenburg-Schillingsfürst · Isenburg-Birstein · Isenburg-Büdingen · Isenburg-Philippseich · Kaunitz-Rietberg · Khevenhüller-Metsch · Königsegg-Aulendorf · Kuefstein · Leiningen · Leiningen-Billigheim · Leiningen-Neudenau · Leyen · Limburg-Stirum · Lobkowitz · Löwenstein-Wertheim-Freudenberg · Löwenstein-Wertheim-Rosenberg · Looz-Corswarem · Metternich-Winneburg · Neipperg · Neu-Leiningen-Westerburg · Oettingen-Spielberg · Oettingen-Wallerstein · Ortenburg · Ostein · Pappenheim · Platen-Hallermund · Plettenberg-Wittem · Pückler und Limpurg · Quadt-Wykradt-Isny · Rechberg und Rothenlöwen · Rechteren-Limpurg · Rosenberg-Orsini · Salm-Horstmar · Salm-Kyrburg · Salm-Reifferscheidt-Krautheim und Dyck · Salm-Reifferscheidt-Raitz · Salm-Salm · Sayn-Wittgenstein-Berleburg · Sayn-Wittgenstein-Hohenstein · Schaesberg · Schlitz genannt von Görtz · Schönborn · Schönborn-Buchheim · Schönborn-Wiesentheid · Schönburg-Glauchau · Schönburg-Hartenstein · Schönburg-Waldenburg · Schwarzenberg · Sinzendorf · Solms-Braunfels · Solms-Hohensolms-Lich · Solms-Laubach · Stadion-Tannhausen · Stadion-Warthausen · Starhemberg · Sternberg-Manderscheid · Stolberg-Roßla · Stolberg-Stolberg · Stolberg-Wernigerode · Thurn und Taxis · Toerring · Trauttmansdorff-Weinsberg · Waldbott-Bassenheim · Waldburg-Wolfegg und Waldsee · Waldburg-Zeil · Waldburg-Zeil-Wurzach · Waldeck-Limpurg · Wallmoden-Gimborn · Wartenberg-Roth · Wied-Neuwied · Wied-Runkel · Windisch-Graetz · Wurmbrand-Stuppach